# RTX2010
Der von Intersil hergestellte RTX2010 ist ein strahlungsgehärteter stackbasierter Mikroprozessor, der in zahlreichen Raumfahrzeugen eingesetzt wurde.

## Charakteristika

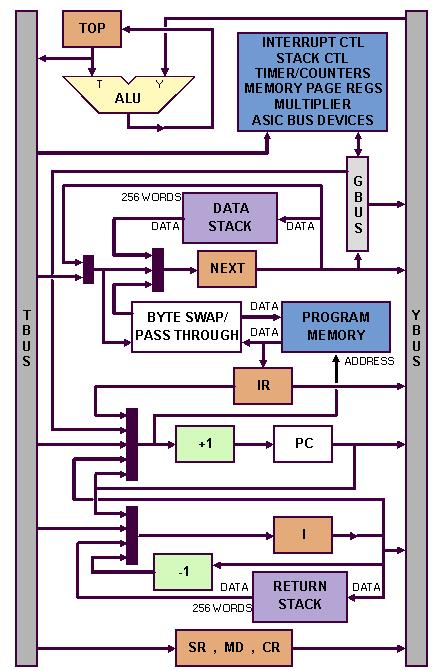
Blockdiagramm

Es handelt sich um einen Prozessor mit zwei Stapeln, die jeweils 256 Wörter stapeln können und die direkte Ausführung von Forth unterstützen. Unterprogrammaufrufe und -rückgaben benötigen nur einen Prozessorzyklus, und sie hat auch eine sehr geringe und konsistente Interrupt-Latenzzeit von nur vier Prozessorzyklen, was sie für Echtzeitanwendungen gut geeignet macht.

## Geschichte
1983 implementierte Charles H. Moore einen Prozessor für seine Programmiersprache Forth als Gate-Array. Da Forth als Dual-Stack-Virtual-Maschine betrachtet werden kann, hat er den Prozessor Novix N4000 als Dual-Stack-Maschine gebaut. Im Jahr 1988 wurde ein verbesserter Prozessor an die Harris Corporation verkauft, der ihn für Raumfahrtanwendungen als RTX2000 vermarktet hat.

## Raumsonden, die den RTX2000 nutzen
- Advanced Composition Explorer (ACE)
- NEAR/Shoemaker
- TIMED
- Rosetta's Lander – Philae

## Weiterführende Links
- Produktseite von Intersil
- Space related applications of FORTH
- The Harris RTX2000 Microcontroller